# Doug Dillard
Douglas Flint "Doug" Dillard (Salem (Missouri), 6 maart 1937 – Nashville (Tennessee), 16 mei 2012) was een Amerikaans banjovirtuoos en acteur. Samen met zijn broer Rodney Dillard vormden zij de country- en bluegrassband The Dillards. Tussen 1963 en 1966 speelden zij als The Darlings in The Andy Griffith Show.
Daarnaast heeft Doug Dillard samengewerkt met voormalig zanger van The Byrds, Gene Clark als duo Dillard & Clark. Samen met hem maakte hij twee albums, “The fantastic expedition of Dillard and Clark” en “Through the morning through the night”. Het eerste album was in zijn genre, op het snijvlak van country rock en americana, baanbrekend en volgens kenners van iconische kwaliteit. 
Hij was relatief onbekend bij het grote publiek, maar had veel invloed op andere muzikanten.
Doug Dillard was getrouwd met Vikki Sallee tot zijn dood in 2012.

## Filmografie
- The Rose (1979)
- Popeye (1980)
- Return to Mayberry (1986)

## Televisieseries
- The Andy Griffith Show (1963-1966)